# Madagaskar na Letnich Igrzyskach Paraolimpijskich 2016
Madagaskar na Letnich Igrzyskach Paraolimpijskich 2016 w Rio de Janeiro reprezentował jeden lekkoatleta. Był to czwarty start tego państwa na igrzyskach paraolimpijskich (poprzednie miały miejsce w latach 2000, 2008 i 2012). 

## Wyniki

### Lekkoatletyka
| Zawodnik                   | Konkurencja             | Finał    | Finał   | Źródło |
| Zawodnik                   | Konkurencja             | Rezultat | Miejsce | Źródło |
| -------------------------- | ----------------------- | -------- | ------- | ------ |
| Revelinot Raherinandrasana | bieg na 1500 metrów T46 | 4:38,60  | 10      | [ 2 ]  |